# کاشان
کاشان مرکز شهرستان کاشان، استان اصفهان، ایران است. کاشان، با تمدن سیلک ده‌هزارساله‌اش، یکی از دیرین‌ترین سکونت‌گاه‌های انسان خردمند تاکنون بوده‌است.

## ریشه‌شناسی نام
در مورد ریشهٔ نام کاشان، نظریه‌های متعددی مطرح شده‌است که هیچ‌یک قطعیت کامل ندارند. برخی پژوهشگران آن را مرتبط با قوم کاسی می‌دانند که در هزارهٔ دوم پیش از میلاد در این منطقه ساکن شدند و نام شهر از تحریف «کاسیان» به «کاشان» شکل گرفته‌است؛ این نظریه با عنوان شدن مردم کاشان به «کاشی» تقویت می‌شود. گروهی دیگر، ریشهٔ نام را به کاسپی‌ها نسبت می‌دهند که مهاجرانی از نواحی دریای خزر بودند و احتمالاً در کاشان و منطقهٔ فین (با زیرگروه «پین‌ها») سکونت یافتند. نظریه‌های زبانی نیز وجود دارد: ترکیب «کی‌آشیان» (جایگاه حاکمان) یا اشاره به خانه‌های تابستانی ساخته‌ شده از چوب و نی. برخی نیز نام کنونی را تحریف‌شدهٔ «کاشیان» می‌دانند و آن را مرتبط با صنعت تولید کاشی مرغوب در این منطقه تفسیر می‌کنند. با این حال، هیچ‌یک از این فرضیه‌ها به طور قطعی اثبات نشده و ترکیبی از عوامل تاریخی، زبانی و فرهنگی در شکل‌گیری نام کاشان نقش داشته‌است.

## تاریخچه

### دوران پارینه سنگی
قدیمی‌ترین آثار سکونت انسان در منطقه کاشان شامل ابزارهای سنگی است که در کنار چشمه‌های نیاسر و در تراورتن کفتار خون کشف شده‌اند و مربوط به عصر پارینه سنگی میانی هستند که بیش از چهل هزار سال قدمت دارند. در این دوره احتمالاً انسان نئاندرتال در منطقه می‌زیسته است. از حدود چهل هزار سال پیش انسان امروزین در منطقه مستقر شده که آثار آنها در تپه‌های تراورتن سفید آب یافت شده است. انسان‌های این دوره از طریق شکار و گردآوری نباتات امرار معاش می‌کردند و با توجه به خشکی منطقه بیشتر در اطراف چشمه‌های دامنه کوه کرکس مستقر می‌شدند. ابزارهای سنگی ساخته شده توسط این انسان‌ها هم‌اکنون در موزه ملی ایران در معرض دید عموم است.

### دوران باستان
نوشتار اصلی :تپه سیلک

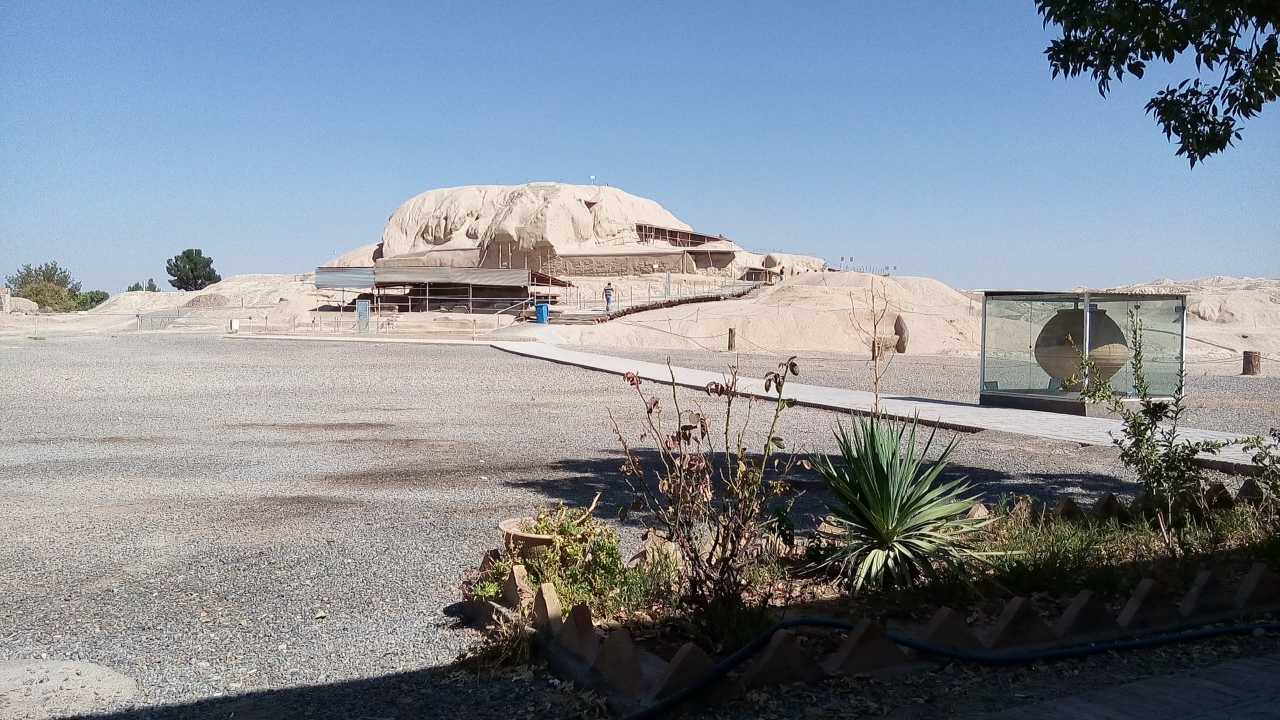
تپه‌های سیلک کاشان

سیَلْک اولین و قدیمی‌ترین زیگورات جهان است و همچنین تنها زیگورات مرکز فلات ایران می‌باشد که یکی از کهن‌ترین فرهنگ‌های یکجانشینی بشر در مرکز فلات ایران است که در شهر کاشان قرار دارد. محوطه باستانی سیلک که در منطقه امیرالمؤمنین کاشان واقع شده قدمتی در حدود بیش از ۸۰۰۰ تا ۵۰۰۰ سال دارد.
نزدیک به ۱۰ هزار سال پیش و در پی دگرگونی‌هایی که از لحاظ آب و هوایی در فلات ایران رخ داد، زندگی روستانشینی، دامداری و کشاورزی گسترش یافت. آثار کهن‌ترین مردم کشاورز و دامدار منطقه در دو مکان سیلک و شورابه در کاشان یافت شده است. سیلک یکی از مکان‌های تاریخی پس از تمدن جیرفت کرمان در فلات ایران است که مدارک نوشته از دوران مادها در آن پیدا شده ولی خطی که هم‌زمان با آغاز تاریخ در ایلام به وجود آمده بود، با نام پروتو ایلامی شناخته شده پس از رها شدن این پایگاه بازرگانی از میان رفت.
شهر کاشان در دوره‌ای از تاریخ جزئی از سرزمین طبرستان به‌شمار می‌رفته است.

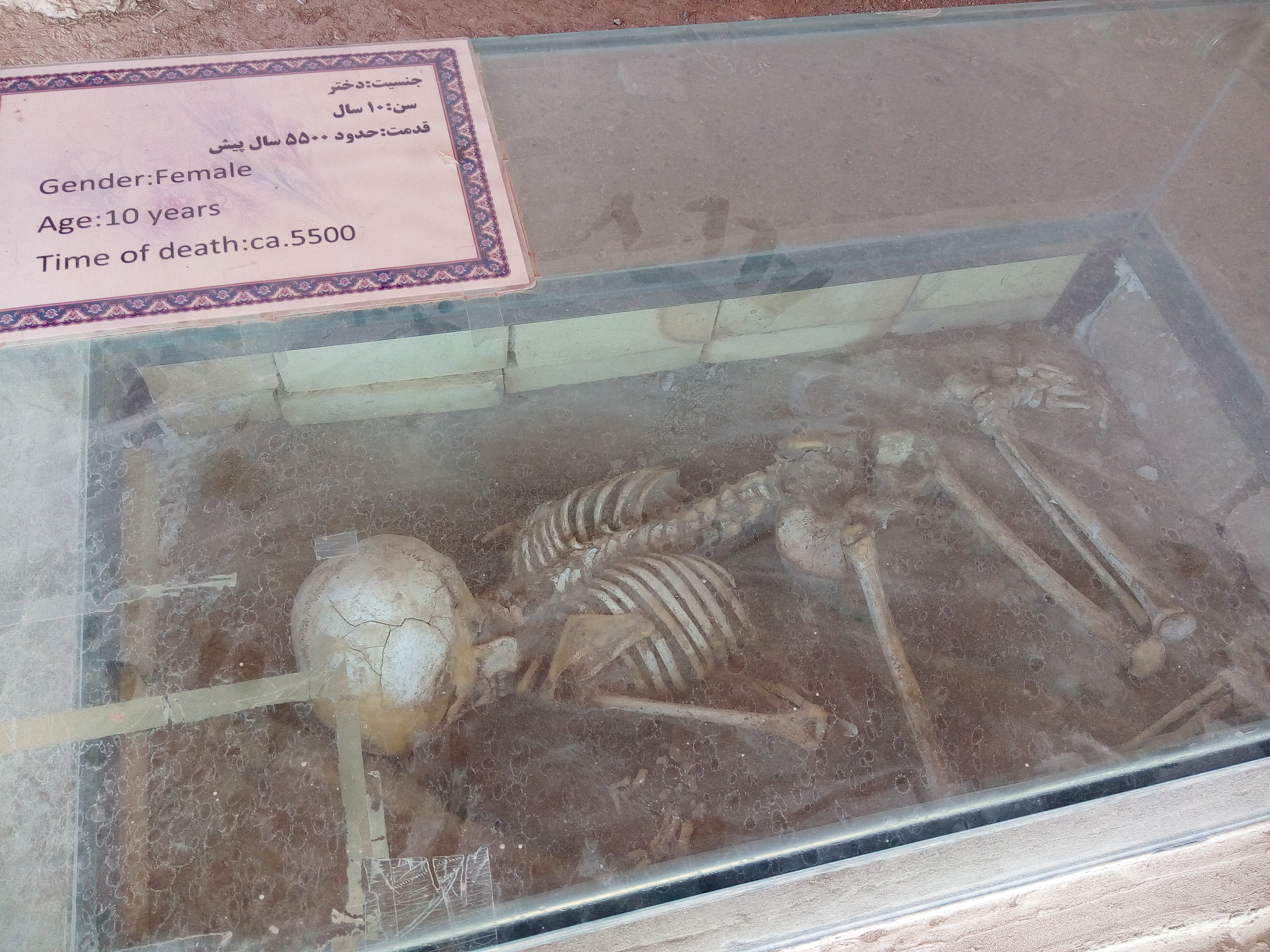
استخوان‌های یافته شده در تپه سیلک متعلق به دختری ۱۰ ساله با قدمت ۵۵۰۰ ساله که در همان‌جا نگهداری می‌شود.

#### مهاجرت آریاییان و کاسیان
تمدن مردمان تپه‌های سیلک در ۵٬۰۰۰ سال پیش مغلوب تمدن آریایی (شاید کاسی‌ها یا همان کاشی‌ها شد[نیازمند منبع] که یادگارهای آن‌ها در لایه‌های گوناگون حفاری مانند ظروف لوله‌دار بلند با نگاره اسب و خورشید و جنگ‌افزار آهنی و شمشیر و نیزه‌های بلند پیدا شده است.[نیازمند منبع]
محوطه باستانی سیَلْک در جنوب غربی کاشان و در سمت راست خیابان امیرکبیر کاشان (خیابان متصل‌کننده مرکز شهر به فین) قرار دارد و از دو تپهٔ شمالی و جنوبی که در فاصله ۶۰۰ متری یک‌دیگر هستند، دو گورستان تشکیل شده است.
یکی از گورستان‌ها که گورستان الف نامیده می‌شود ۳۵۰۰ ساله، و در ۲۰۰ متری جنوب تپهٔ جنوبی واقع شده که امروزه بر روی آن بلواری ۲۴ متری به نام بلوار امیرالمؤمنین کشیده شده است. گورستان دیگر که گورستان ب نامیده می‌شود ۳۰۰۰ سال قدمت دارد و در زیر باغ‌ها و زمین‌های کشاورزی پهلوی غربی تپه‌ها قرار دارد.
جنبه تزیینی در هنر سیلک، هنری که آریایی‌ها با خود آورده‌اند، شدید است.
کاشان در دوران مادها و سایر دوران‌های باستان نیز پا بر جای بوده است. 

### کاشان در دوره ساسانی
چند بنای ساسانی مهم نیز در نیاسر کاشان وجود دارد.

### دوران اسلامی
در اوایل دورهٔ اسلامی متون جغرافیایی از کاشان به عنوان شهری کوچک یاد کرده‌اند، بعدتر توسعه در فلات ایران و موقعیت مرکزی کاشان و قرار داشتنش در مسیر ارتباطات، این شهر را به مرکز مهم صنعتی بدل ساخت، از این به بعد بیشتر به عنوان شهری در اندازه متوسط و البته موفق از کاشان یاد شده است. در حمله مغول شهر ویران می‌شود و کمی بعدش دوباره بازسازی می‌شود. در دورهٔ صفویه کاشان مورد توجه بوده است و پادشاهان غالباً در آن سکنا می‌گزیدند و از این شهر به عنوان مرکزی تجاری بزرگ و ثروتمند یاد شده است.
در دوران صفویه بافت پارچه‌های زری، ابریشمی و مخمل در کاشان بسیار رونق داشت و از اقلام صادراتی ایران به اروپا بشمار می‌رفت.
در عصر شاه عباس بزرگ، کاشان همجوار با پایتخت (اصفهان) مورد توجه شاهان صفوی بود. با توجه به اینکه سابقه ضرب سکه در کاشان به دوران سلجوقی می‌رسد در زمان صفویه و بدستور شاه عباس اول برای توسعه بیشتر تجارت و بازرگانی در کاشان، ضرابخانه رسمی که مجاز به ضرب انواع سکه بود دایر شد. یکی از معابر منشعب از بازار بزرگ کاشان کوچه ضرابخانه خوانده می‌شود.
علی‌رغم آشوب‌های پس از صفویه و زلزله بزرگی که در دوره کریم خان زند در کاشان می‌آید این موقعیت تا حدودی حفظ می‌شود، اما آشوب‌های اواخر دوره قاجار و ناتوانی در رقابت با نساجی اروپا موجب زوال شدید شهر می‌شود.
اصطخری در وصف شهر کاشان گوید شهریست کوچک و ابنیهٔ آن، غالباً از خشت است. جغرافی‌نویسان قدیم عرب آن را به‌صورت قاشان نوشته‌اند. این شهر در مشرق زمین به‌ساختن یک نوع آجر معروف به کاشی مشهور است. مقدسی گوید کاشان عقرب‌های عجیب دارد. یاقوت به کاسه‌های سبز رنگ قشنگ آنجا که به سایر بلاد صادر می‌گردید اشاره نموده است. وی می‌گوید که اهالی کاشان تماماً شیعهٔ امامیه هستند. حمدالله مستوفی گوید آن را زبیده خاتون منکوحهٔ هارون‌الرشید ساخت.
در طول پنجاه سال سلطنت ناصرالدین شاه، این شهر از سه نظر، بیشتر معروفیت پیدا کرد، یکی عزل، تبعید و قتل میرزا تقی خان امیر کبیر در کاشان است و دیگری تأسیس شرکت اسلامیه که برای اولین بار با هدف تولید منسوجات ایرانی، در این شهر پا گرفت، و سوم مسئله بابیت و فعالیت آنها در کاشان می‌باشد.

## جغرافیا

### مکان‌نگاری
شهر کاشان در شمال استان اصفهان و در شمال کوهستان کرکس نطنز و شرق کویر مرکزی ایران واقع شده است، جایی که از لحاظ پوشش گیاهی بیشتر فقیر است و در آن بوته‌ها و درختچه‌ها کم و بیش یافت می‌شوند.
قله کوه دره در کنار روستای دره و ۱۴ کیلومتری جنوب غربی کاشان با ارتفاع ۲۹۸۵ متر مشرف به شهر کاشان می‌باشد و قله گرگش از قلل مرتفع رشته کوه کرکس در ۳۳ کیلومتری جنوب غرب کاشان و ۱۲ کیلومتری جنوب غربی قمصر و ۷ کیلومتری شمال شرق کامو با ارتفاع ۳۶۰۰ متر در مجاورت شهر کامو و چوگان قرارگرفته است، با توجه به کمترین آلودگی نوری و هوایی توسط کارشناسان بین‌المللی، به عنوان مناسب‌ترین و بهترین مکان جهت تأسیس رصدخانه ملی ایران، خانهٔ یکی از بزرگ‌ترین تلسکوپ‌های بزرگ خاورمیانه با نوین‌ترین فناوری، برگزیده شد. قلهٔ اردهال در ۳۵ کیلومتری غرب کاشان با ارتفاع ۳۵۰۵ متر پس از گرگش بلندترین نقطه از ارتفاعات کاشان (ادامهٔ رشته کوه‌های مرکزی) در مجاورت نیاسر و روستاهای قالهر، مزوش، مرق و نشلج قرار دارد.

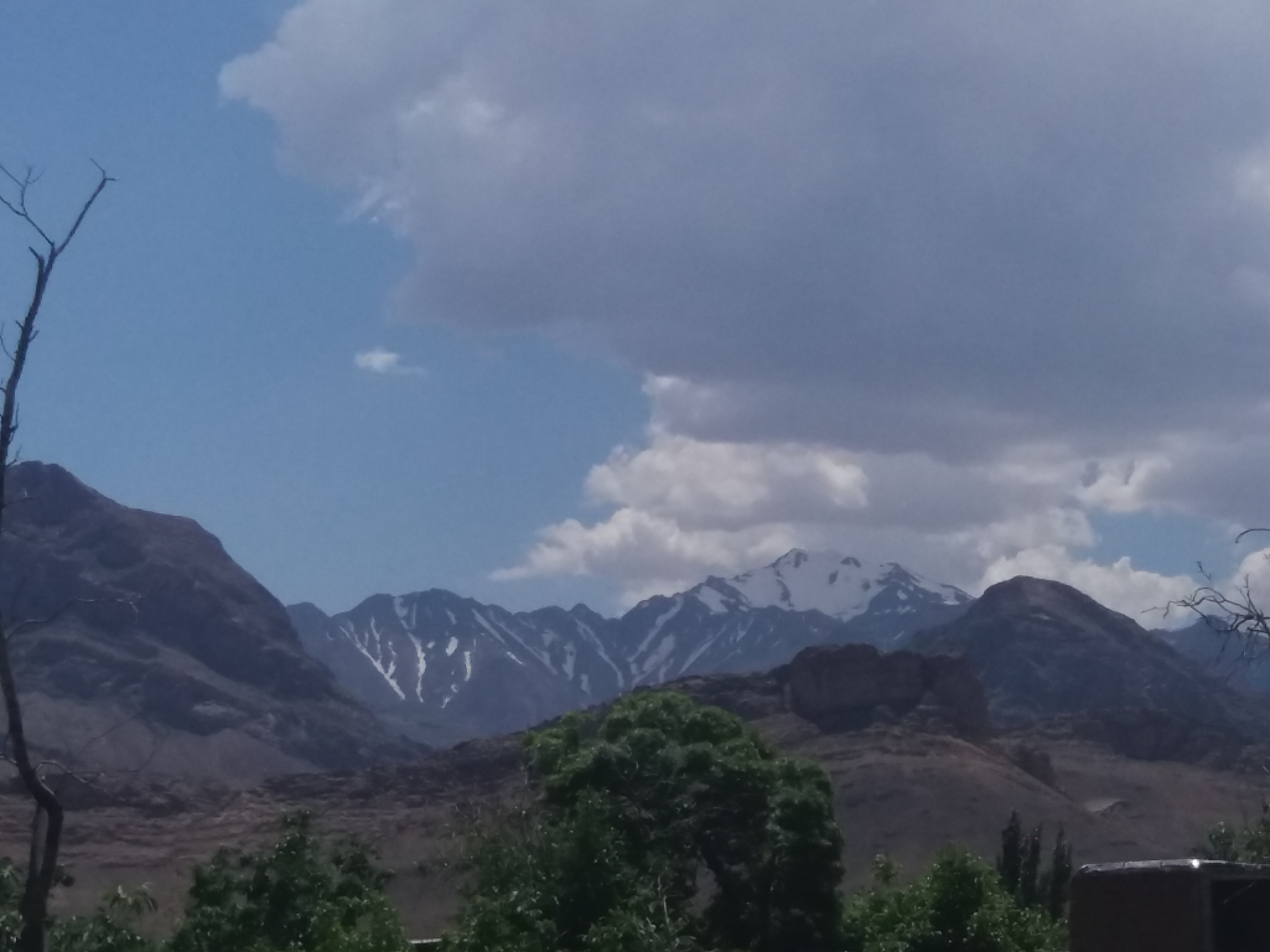
قله اردهال

### اقلیم
طبق سیستم کوپن در تقسیم‌بندی اقلیمی، اقلیم کاشان از نوع BWhsa است و آب و هوای گرم و بیابانی دارد، در این فرمول B خشک بودن را نشان می‌دهد، W نشان دهنده شدت خشکی است که در آن مقدار باران سالانه (۱۳٫۵) کمتر از میزان متوسط دمای سالانه به سانتی گراد (۱۹٫۷) است. h نشان دهنده این است که متوسط دمای سالانه بیش از ۱۸ درجه سانتیگراد است، s علامت بارش باران در فصول سرد سال یا زمستان است و a می‌گوید که دمای گرم‌ترین ماه سال از ۲۲ درجه سانتیگراد بیشتر است. بر پایه روش تقسیم‌بندی اقلیمی دومارتون که بر پایه ضریب خشکی است و دو عامل مهم دما و باران را مد نظر دارد، چون ضریب خشکی کاشان ۴٫۵ است بر اساس ضریب دومارتن، کاشان دارای آب و هوای بسیار بسیار گرم و خشک است.
|                  | ژانویه | فوریه | مارس | آوریل | مه   | ژوئن | ژوئیه | اوت  | سپتامبر | اکتبر | نوامبر | دسامبر |   |       |
| دمای بیشینه (°C) | ۱۰٫۲   | ۱۳٫۴  | ۱۹٫۰ | ۲۶٫۳  | ۳۱٫۸ | ۳۸٫۲ | ۴۰٫۸  | ۳۹٫۹ | ۳۵٫۳    | ۲۷٫۶  | ۱۸٫۹   | ۱۲٫۱   | Ø | ۲۶٫۱  |
| دمای کمینه (°C)  | -۰٫۳   | ۱٫۵   | ۶٫۳  | ۱۲٫۱  | ۱۶٫۹ | ۲۱٫۹ | ۲۴٫۸  | ۲۳٫۳ | ۱۸٫۴    | ۱۲٫۵  | ۶٫۲    | ۱٫۵    | Ø | ۱۲٫۱  |
|                  |        |       |      |       |      |      |       |      |         |       |        |        |   |       |
| بارش (mm)        | ۲۶٫۳   | ۱۹٫۶  | ۲۶٫۱ | ۱۷٫۵  | ۱۳٫۳ | ۱٫۰  | ۰٫۵   | ۰٫۵  | ۰٫۲     | ۴٫۳   | ۱۲٫۲   | ۱۶٫۹   | Σ | ۱۳۸٫۴ |
|                  |        |       |      |       |      |      |       |      |         |       |        |        |   |       |
| روزهای بارانی    | ۶٫۵    | ۵٫۵   | ۶٫۹  | ۵٫۵   | ۴٫۴  | ۰٫۷  | ۰٫۵   | ۰٫۵  | ۰٫۲     | ۲٫۰   | ۳٫۶    | ۵٫۳    | Σ | ۴۱٫۶  |

| -۰٫۳ |

| ۱٫۵ |

| ۶٫۳ |

| ۱۲٫۱ |

| ۱۶٫۹ |

| ۲۱٫۹ |

| ۲۴٫۸ |

| ۲۳٫۳ |

| ۱۸٫۴ |

| ۱۲٫۵ |

| ۶٫۲ |

| ۱٫۵ |

| -۰٫۳ |

| ۱٫۵ |

| ۶٫۳ |

| ۱۲٫۱ |

| ۱۶٫۹ |

| ۲۱٫۹ |

| ۲۴٫۸ |

| ۲۳٫۳ |

| ۱۸٫۴ |

| ۱۲٫۵ |

| ۶٫۲ |

| ۱٫۵ |

| بارش | ۲۶٫۳   | ۱۹٫۶  | ۲۶٫۱ | ۱۷٫۵  | ۱۳٫۳ | ۱٫۰  | ۰٫۵   | ۰٫۵ | ۰٫۲     | ۴٫۳   | ۱۲٫۲   | ۱۶٫۹   |
|      | ژانویه | فوریه | مارس | آوریل | مه   | ژوئن | ژوئیه | اوت | سپتامبر | اکتبر | نوامبر | دسامبر |

## آب و هوا
اقلیم این شهر که دارای دو بخش کوهستانی و کویریست که این ویژگی باعث شده همزمان آب و هوای متفاوتی را در مناطق اطراف آن رویت کرد. مناطق کویری در بخش شمالی و شرقی و هوایی کوهستانی در بخش جنوبی و غربی آن قرار دارد، وجود بخش گرمسیر در نزدیک کاشان باعث شده که میوه‌های (چغاله‌بادام، گوجه‌سبز، زردآلو و قیسی) آن زودتر به دست بیاید و نوبرانه راهی بازار شود، که آن را به یکی از سکونتگاه‌های مهم در ایران بدل ساخته است.
کاشان با ۲۷۰۰ هکتار مزرعه گل محمدی بزرگ‌ترین تولیدکننده گل محمدی و همچنین بالاترین نرخ تولید گل محمدی با چهار تن در هکتار می‌باشد و در تولید بیش از ۱۵ هزار تن گلاب بزرگ‌ترین تولیدکننده گلاب می‌باشد.

## آداب و رسوم
گلاب‌گیری و قالی‌شویان از مراسم سنتی این شهر است که سالانه بازدیدکنندگان زیادی را به خود اختصاص می‌دهد. مراسم گلاب‌گیری معمولاً از اوایل اردیبهشت ماه شروع شده و تا اواخر خرداد ادامه دارد که مقصد گردشگری تعداد زیادی از مردم ایران می‌باشد و مراسم قالی‌شویان در جمعه دوم مهرماه هر سال در کاشان برگزار می‌گردد. از مناطق کویری کاشان می‌توان راوند، خزاق، مشکات و روستای آبشیرین را نام برد. از مناطق کوهستانی کاشان نیز می‌توان قمصر، قهرود، کامو، نیاسر، برزک و مرق و نشلج را عنوان کرد.

### زمین‌شناسی
۳۰۰ کیلومتر مربع از اراضی کاشان تحت تأثیر فرونشست می‌باشد که میزان آن تا ۱/۱۲ سانتی‌متر در سال است که ۳۲۰۰۰۰ نفر از جمعیت منطقه، ۶۰ کیلومتر از راه‌آهن و ۶۰ کیلومتر از خطوط انتقال نیرو واقع در منطقه را تحت تأثیر قرار داده است.

### مناطق مدیریت
شهر جزو حوزه انتخابیه کاشان و آران و بیدگل است.
پس از مصوبه تأسیس مناطق شهرداری‌ها توسط وزارت کشور، مناطق پنج‌گانه شهرداری کاشان تشکیل شد. در حال حاضر کاشان دارای ۵ منطقه شهری می‌باشد. منطقه یک شامل بافت تاریخی شهر، منطقه دوم شامل بافت نوساز شهر و ناجی آباد، منطقه سوم شامل محله‌های لتحر، حسن‌آباد، صفی‌آباد و شهرک ۲۲ بهمن، منطقه چهارم شامل فین و محور امیرکبیر، منطقه پنجم شامل می‌باشد.
ساختمان شورای اسلامی شهر کاشان واقع در بلوار شهید خادمی است.

## رسانه
کاشان دارای شبکه رادیویی است که وابسته به صدا و سیمای جمهوری اسلامی ایران می‌باشد این شبکه در بیست و دوم بهمن سال ۹۷به‌طور رسمی افتتاح شد. رادیو کاشان روزانه به مدت ده ساعت برنامه‌هایی را مخصوص مردم منطقه کاشان تولید و پخش می‌کند. رادیو کاشان بر روی موج fm فرکانس ۹۷/۷ مگاهرتز در دسترس است.
همچنین کاشان دارای امکانات پخش تلویزیونی است و در هفته برنامه زنده از کاشان بر روی آنتن شبکه اصفهان پخش می‌شود.

### مطبوعات
روزنامه سراج، روزنامه اطلاعات، هفته نامه پردیسان نوین، هفته نامه سلام کاشان، روزنامه کار و کارگر، هفته نامه مردم‌سیلک و پایگاه خبری پیک سیلک، پایگاه خبری پرتال خبری کاشان جزو رسانه‌های شهر هستند.

## مراکز علمی دانشگاهی و حوزوی
- دانشگاه کاشان
- دانشگاه آزاد اسلامی واحد کاشان
- دانشگاه علوم پزشکی کاشان
- دانشگاه پیام نور کاشان
- دانشگاه شهید رجایی کاشان
- دانشگاه پردیس آیت‌الله یثربی
- دانشگاه فرهنگیان کاشان
- دانشگاه علمی کاربردی (مؤسسه آموزش عالی) سینا
- دانشگاه علمی کاربردی علامه فیض کاشانی
- حوزه علمیه آیت الله یثربی
- حوزه علمیه آیت الله مدنی
- حوزه علمیه آیت الله مصطفوی
- حوزه علمیه باب العلم آیت الله اعتمادی

## معماری
محلات یا گذرهای کاشان عبارتند از گذر باباولی، گذر درب باغ، گذر دروازه اصفهان، پاقپان، محتشم، سلطان امیر احمد، گذر آب انبار خان، گذر سوریجان و…
شهرسازی

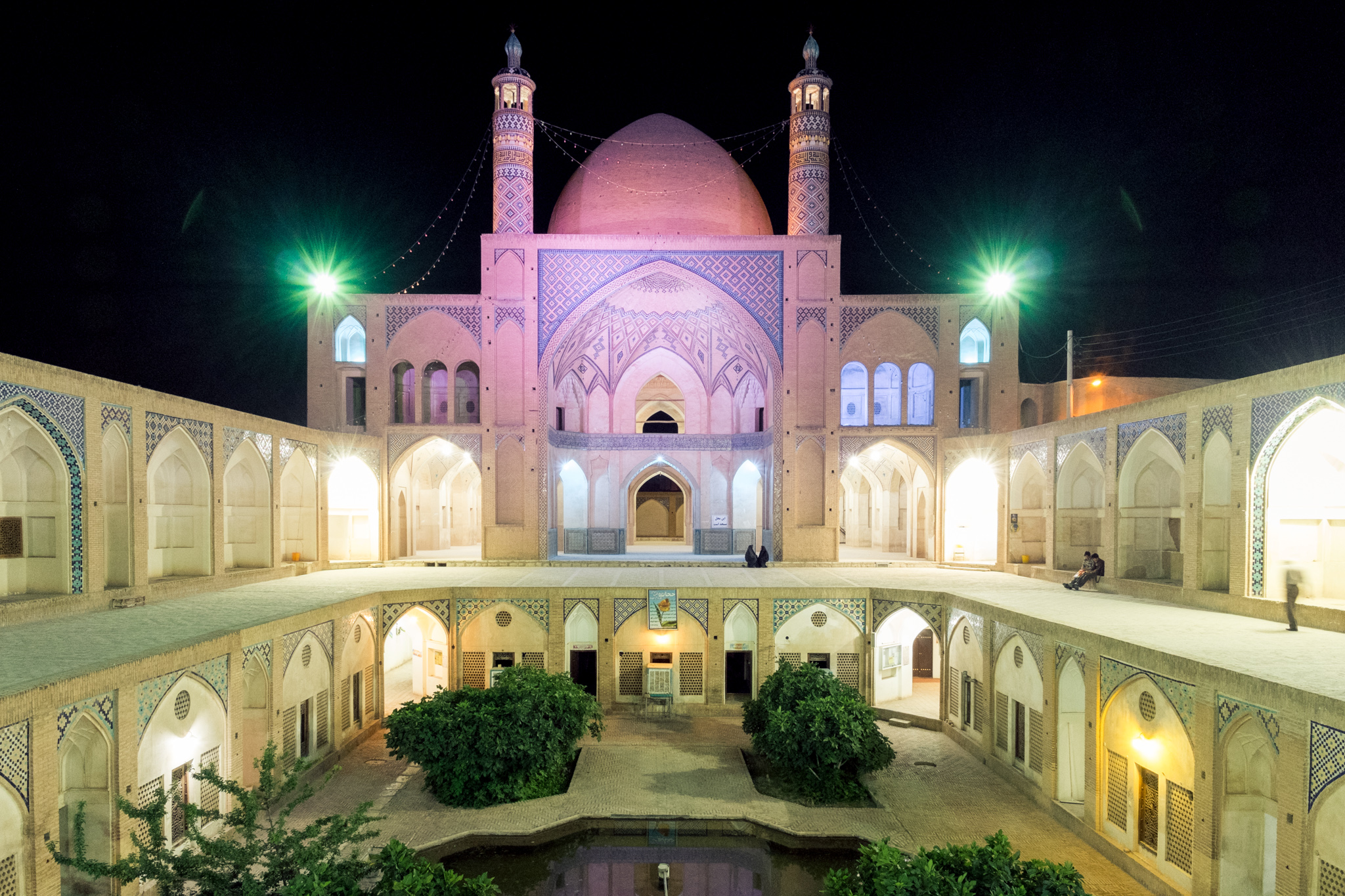
مدرسه و مسجد آقابزرگ

کاشان همانند دیگر شهرهای قدیمی ایران معماری سنتی شهری‌اش را تا اوایل قرن بیستم حفظ کرده بود، این چینش سنتی که در دوره‌های سلجوقی و صفوی شکل گرفته بود و تا دوران قاجار ادامه یافته بود، در دورهٔ پهلوی و به ویژه نیمه دوم قرن بیستم به شدت تغییر یافت.
شهر قدیمی کاشان را دیواری بلند محصور می‌کرده و رفت‌وآمد به درون شهر توسط چند دروازه صورت می‌گرفته است. فضای درون شهر مانند دیگر شهرهای دوران میانهٔ اسلامی به چهار قسمت ارگ، مدارس، بازار و محلات تقسیم می‌شده است. قلعه جلالی (ارگ حکومتی کاشان) که در زمان سلطان ملکشاه سلجوقی ساخته شده بود، در طول قرن هجده و نوزده میلادی از میان رفته در حالی که برج‌ها، دروازه‌ها و دیواره‌های شهر در سراسر قرن نوزدهم باقی‌مانده بودند.
بازار کاشان در مرکز این شهر واقع شده است و دیگر فضاهای شهری در دو طرف آن قرار گرفته‌اند، این بازار در دوره صفویه رونق فراوانی داشته است که البته در دوره قاجار میزان قابل ملاحظه‌ای از آن رونق کاسته شده. افزوده‌های جدیدتر بازار شامل تیمچه امین‌الدوله، دو مدرسه و یک مسجد است.

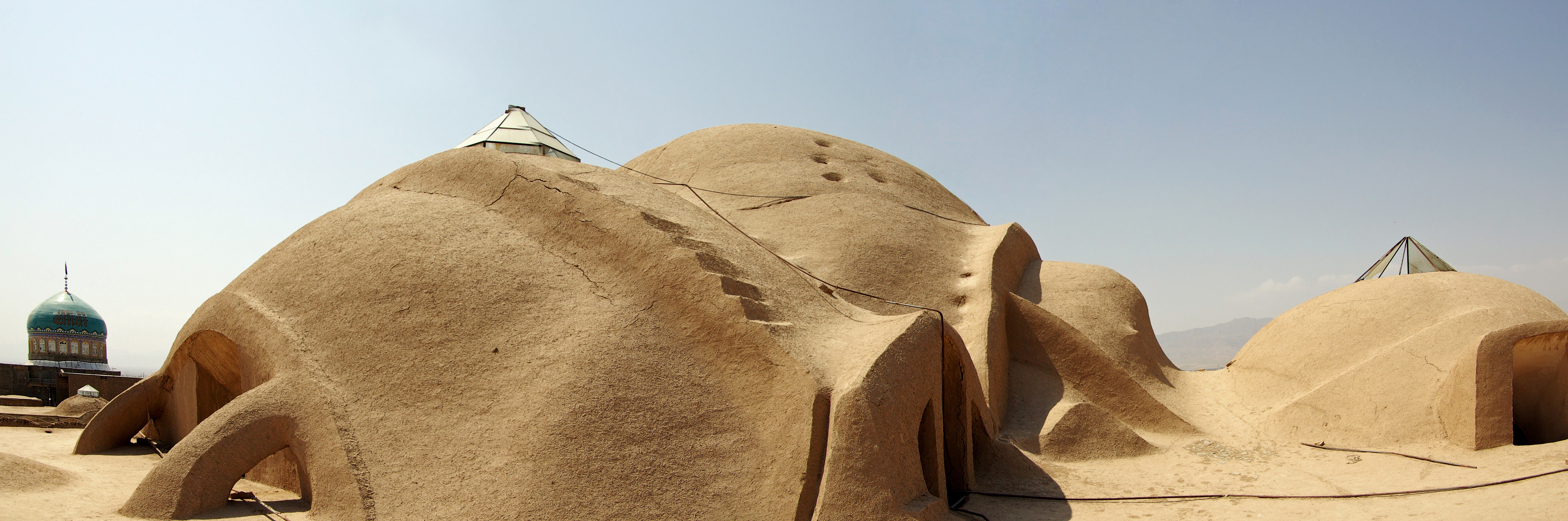
پشت بام بازار کاشان

با ظهور خودرو و ساخت خیابان‌ها، تا به حال کاشان بدون توجه لازم به عناصر تاریخی و شیوه زندگی بومی‌اش رو به گسترش بوده است. گسترش رابطه با تهران سبب ویران کردن قسمت شمال غربی دیوار شهر در ۱۹۲۰ شد. ساخت چند کارخانه و بانک، کاشان را به منطقه تاریخی فین وصل کرد. در سال‌های ۱۹۳۵–۱۹۴۵ سیاست دولت مرکزی در ساخت راه ماشین‌رو بین تهران و کاشان سبب توسعهٔ شهر در طول دو راه فین و تهران شد. با رسیدن راه‌آهن به کاشان ایستگاهی در شرق شهر ساخته شد و روستاهای یحیی‌آباد و جمال‌آباد بخشی از شهر شدند.

نمایی از معماری داخلی حمام سلطان امیر احمد

در دهه بعدی نخستین میدان ماشین‌رو کاشان که پارکی نیز درون خود داشت ساخته شد، همچنین چند روستای دیگر، بخشی از کاشان بزرگ شدند، بانک‌ها و کارخانه‌های جدیدی ساخته شد و خیابان بزرگی بین بخش قدیمی و جدید شهر ساخته شد. در هفتاد سال گذشته (۱۹۴۰–۲۰۱۰)، شهرک‌های بسیاری در کنار شهر ساخته شدن که همگی امروزه جزء شهر کاشان هستند
بناها و خانه‌های تاریخی

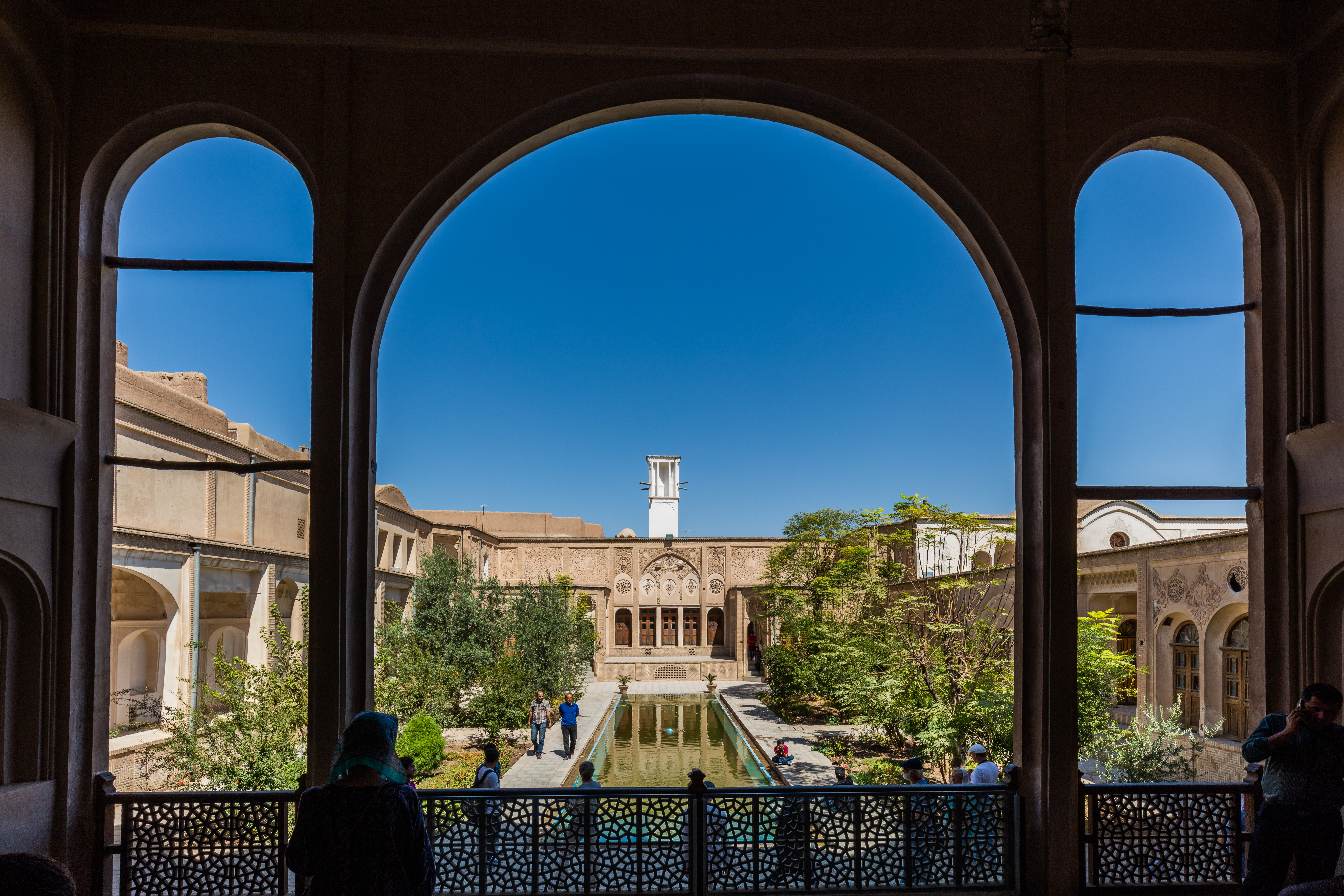
خانه بروجردی‌ها

در کاشان هزار و هفتصد بنای تاریخی شناسایی شده که از این تعداد سیصد و سی و سه مورد ثبت ملی و یک مورد ثبت جهانی شده است. از بناهای تاریخی مهم کاشان که هنوز استوار مانده‌اند یا آثارشان پابرجاست می‌توان آرامگاه پیروز نهاوندی، خانه بروجردی‌ها، خانه طباطبایی‌ها، خانه عباسیان، مناره زین‌الدین، آرامگاه سلطان عطابخش، مسجد عمادی (مسجد میرعماد)، مسجد جامع، مدرسه سلطانی، مسجد آقابزرگ، قلعه جلالی، حمام سلطان امیراحمد و کاروان سرای امین الدوله اشاره کرد، در همه این بناها ویژگی‌های معماری مشابه دیده می‌شود، جز مناره زین‌الدین که در این زمینه یکتا است.
کاشان حداقل نوزده عمارت تاریخی دارد که به خوبی محفوظ مانده‌اند. این عمارت‌ها عناصر عمومی خانه‌های سنتی کاشان را دارا می‌باشند، اما نسبت به آن‌ها دارای فضاهای بزرگتر، معماری ماهرانه تر و عناصر مجلل‌تری هستند. از معروف‌ترین این عمارت‌ها می‌توان به خانه بروجردی‌ها، خانه بنی کاظمی و خانه مرتضوی اشاره کرد.

### بوستان‌ها و فضای سبز

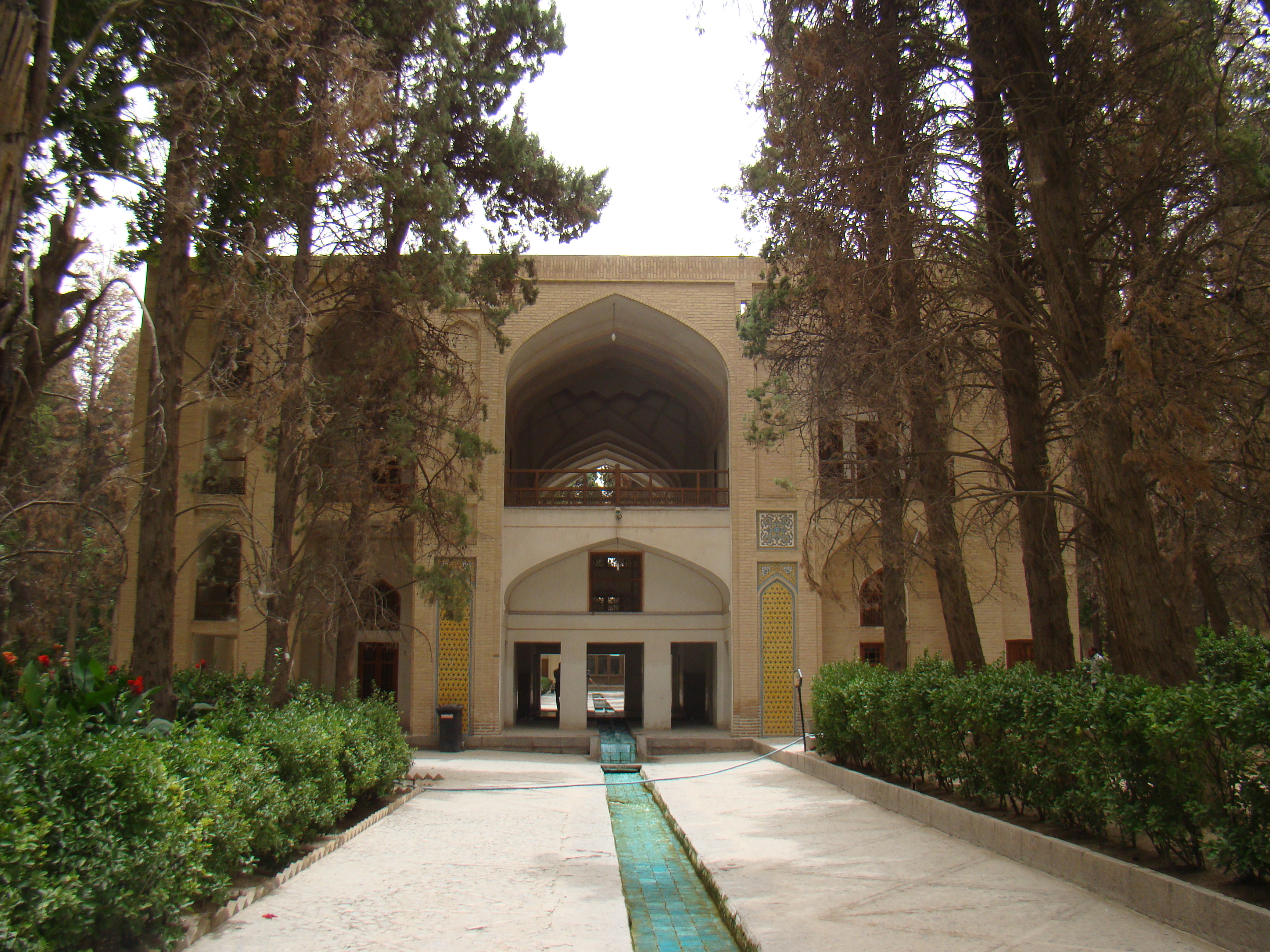
درختان سرو کهنسال باغ فین

به گفته شهردار کاشان سرانه فضای سبز در این شهر در منطقه ۱ شهرداری کاشان برای هر شهروند ۲۲ متر مربع است، این میزان در منطقه ۲ شهرداری کاشان برای هر شهروند ۵/۲۲ متر مربع بیان شده است. در تاریخ ۲۳ آبان ۱۳۹۰ بخش اول بوستان جوان به عنوان سی و هفتمین بوستان کاشان افتتاح شد. در این بوستان می‌توان از دیدن سومین آب‌نمای کشور دیدن کرد.
کاشان سه بوستان بزرگ دارد به نام‌های بوستان بزرگ شهر (بام شهر کاشان)، بوستان لاله و بوستاک آیت‌الله مدنی، از دیگر بوستان‌های کاشان می‌توان شهربانو (ویژه بانوان)، جوان، ناژون، ملا فتح‌الله، مهربانو (ویژه بانوان)، شهید قدیرزاده، شهید حسن‌زاده، کودک، شهید کریمی، انقلاب، کتاب، پرستار، شهیدان تُرنجی بوستان نرگس نام برد.
باغ فین از معروف‌ترین فضاهای سبز کاشان است و از مهم‌ترین نمونه‌های باغ‌های ایرانی است که هنوز زنده و پابرجاست، وجود عناصر آب و درخت که عناصری پویا هستند در کنار ابنیه که عناصر ثابت معماری هستند، هویتی زنده به این اثر فرهنگی و تاریخی بخشیده است. این باغ در مقایسه با بسیاری از باغ‌های ایرانی مشابه، باغ فین با آب قابل توجهی مشروب می‌شود. این مجموعه که در کنار میدان نقش‌جهان و کاخ چهلستون، بیشترین بازدیدکننده و گردشگر استان اصفهان را به سوی خود جلب می‌نماید، در سال ۱۹۳۵ میلادی در فهرست آثار ملی ایران به ثبت رسید. همچنین کار ثبت جهانی این اثر که از سال ۱۳۸۵ آغاز شده بود، چندین سال به طول انجامید و سرانجام در زمستان ۱۳۸۹، مرحله اول ثبت این اثر در فهرست میراث جهانی یونسکو به انجام رسید. برخی منابع تاریخی قدمت این باغ را به دوران سلطنت آل‌بویه می‌رسانند، در حالی که ساختمان باغ فین فعلی به دوران شاه عباس بزرگ نسبت داده شده میراث فرهنگی ایران طراح باغ را غیاث‌الدین جمشید کاشانی می‌داند و منابع دانشگاهی طراح باغ را شیخ بهایی معرفی می‌کنند. باغ فین همان جایی است که به دستور ناصرالدین‌شاه، در سال ۱۸۵۲ میلادی صدراعظم معروف ایران امیرکبیر را در حمام آن به قتل رساندند. از مهم‌ترین گیاهان این باغ، ۵۷۹ اصله درخت سرو و ۱۱ اصله درخت چنار است که اغلب بین ۱۰۰ تا ۴۷۰ سال سن دارند.
آثار باستانی و طبیعی نیاسر: چهارتاقی نیاسر، آبشار نیاسر، کاخ صفوی تالار نیاسر که بر روی آتشکده ساسانی ساخته شده است…

### ورزش‌ها
این شهر ۱۳۵ باشگاه ورزشی مجوزدار دارد.

## جمعیت‌شناسی
بر پایه سرشماری عمومی نفوس و مسکن در سال ۱۳۹۵ جمعیت این شهر ۳۰۴٬۴۸۷ نفر بوده است. این شهر حدود ۹۰ درصد جمعیت شهرستان کاشان (۳۶۴هزار نفر) را در خود جای داده است. مردم کاشان فارسی‌زبان می‌باشند. کاشان پر جمعیت‌ترین شهرستان در استان اصفهان پس از مرکز استان است.

## مردم

### زبان
مردم کاشان به لهجه کاشانی از زبان فارسی تکلم می‌کنند.

### دین
منابع اسلامی، از قدیمی ترینشان، همواره از کاشان در کنار قم به عنوان شهری شیعه مذهب یاد کرده‌اند. از کاشان با عنوان شهر دارالمؤمنین یاد می‌شود. علت این نامگذاری آن است که در زمان شاه طهماسب اول، کاشان به دلیل مرکزیت امور شرعی، پایتخت مذهبی کشور شناخته شد، تا آنجا که محقق کرکی – عالی‌ترین مرجع عالم تشیع آن عصر که برای تطبیق مقامات و مؤسسات دینی با موازین مذهب شیعه به ایران آمد – در کاشان اقامت گزید و اجتهاد می‌کرد و مبلغ به هر کجا می‌فرستاد.
در دو دوره بین دو شهر کاشان و همدان با وجود فاصله و نداشتن مرز مشترک ارتباط فرهنگی و تجاری برقرار بود، موج اول ارتباط کلیمیان این دو شهر، و موج دوم ارتباط میان پیروان آیین بهایی.
از اواخر دورهٔ قاجار، دو شهر همدان و کاشان از کانون‌های آیین بهایی و بابی بود و ارتباطی قوی بین این دو شهر جریان گرفت. آیین بهایی در اطراف کاشان چون آران، جوشقان و قمصر نیز پیروانی داشت. به‌دلیل اهمیت دانش اندوزی نزد پیروان آیین بهایی، این افراد در رشد و آبادانی کشور و ساخت مراکز عام‌المنفعه مؤثر بودند. بانیان تأسیس اولین مدرسه‌های دخترانه بودند (۱۲۶۰). همچنین به‌دلیل اهمیت بهداشت اولین حمام‌های دوش را ساختند. کوروش بزرگ پس از فتح بابل (۵۳۸ق،م) به نوشته مورخان، قوم یهود را از اسارت آزاد کرد. عده‌ای به طرف اسرائیل رفته و گروهی به طرف فلات ایران مهاجرت کردند و بیشتر در شهرهای همدان، اصفهان و کاشان ساکن شدند. آرامگاه «استر و مردخای» در همدان (علی اصغر حکمت، تاریخ ادیان) و آرامگاه «ملاموشه حلبی» در کاشان نشان‌دهنده همزیستی ایرانیان با این قوم است. (حبیب لوی، تاریخ یهود ایران)
شاید هم راه مراوده همدان با کاشان را این قوم تجارت‌پیشه هموار کرده باشند که تا قرن‌های بعد ادامه داشته است. در دوره صفوی تا نادرشاهی تعداد سکنه قوم یهود کاشان را بیش از هزار خانواده و دارای سیزده کنیسه نوشته‌اند.

از سال‌های حدود ۱۳۵۰خورشیدی این قوم به تدریج کاشان را ترک و امروزه دیگر نشانی از ایشان نیست، اما چند مکان آن‌ها در کاشان برجای است، مزار ملاموشه حلبی که اخیرا توسط داود آلیانس یهودی کاشانی ساکن انگلیس بازسازی شده و دیگر گورستان قدیمی ایشان و عمارت مدرسه اتحاد (آلیانس) در کوی پاقپان است. در متون آشوری، دشت کاشان را سرزمین نمک، لاجورد و کوه بیکنی، سرزمین مادهای دوردست عنوان کرده‌اند. (اذکایی، پرویز، درگزین تا کاشان) 

### نامداران
فهرست مشاهیر و نام‌آوران شهر کاشان در اینجا قابل مشاهده است.

## فرهنگ
کاشان شهر فرهنگ و ادب است و خاندان‌های قدیمی بسیاری را در خود پرورده که با فرهنگ و ادب عجین اند و از بانیان امور فرهنگی و ساخت مراکز فرهنگی این شهر با قدمت اند که از چهره‌های فعال در عرصه حفاظت و مرمت بناهای تاریخی و میراث فرهنگی و ساخت فضاهای فرهنگی اند.
در سال‌های اخیر مراکز فرهنگی (فرهنگسرا، نگارخانه و کتابخانه…) بسیاری در شهر کاشان تأسیس شده است.
کاشان سالیانی است که گام به گام در مسیر توسعه زیرساخت‌ها و فضاهای فرهنگی- هنریِ نمایشگاهی توسط بخش خصوصی مشغول حرکت است. در فصل جدید این نوع حرکت‌ها، خانه‌های قدیمی نه چندن تاریخی اما با کالبد آرامش بخش و همچنین کارگاه‌های متروکه که زمانی محل کار و فعالیت مشاغل از یادرفته بودند، به پاتوق‌ها و نمایشگاه‌های فرهنگی تبدیل می‌شوند.
فضای هنری سوله، هشت چشمه، خانه استیو
کتابخانه تخصصی ضرابی (تاسیس: ۱۳۹۴). با کتاب‌هایی در زمینه هنر، ادبیات و ایرانشناسی
کتابخانه کانون پرورش فکری کودکان و نوجوانان شماره ۲، کتابخانه نابینایان شهر کاشان
فرهنگسرای اردیبهشت
مجتمع سینمای بهمن کاشان

## اقتصاد و گردشگری

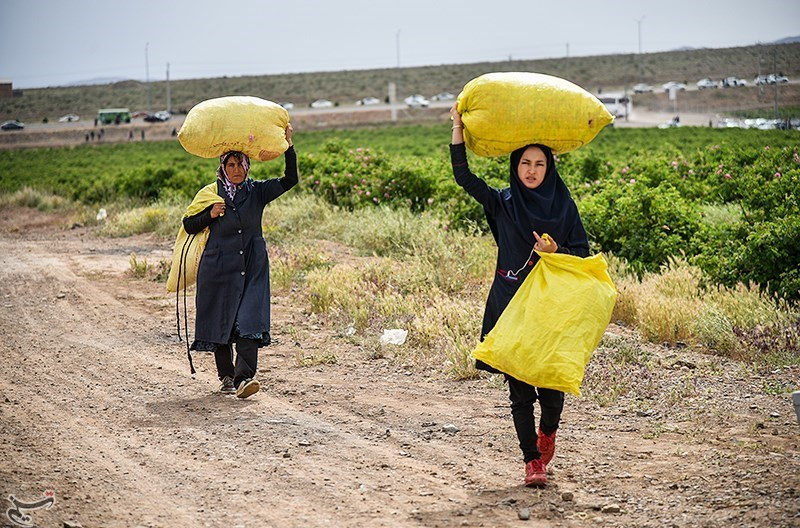
برداشت گل محمدی

اقتصاد کاشان از دیرباز بر روی صنعت کشاورزی و تولید محصولاتی چون پنبه، پیاز، غلات، صیفی‌جات و انواع میوه‌ها و گیاهان دارویی، گلابگیری و تهیه عرقیات سنتی و صنایع دستی مانند مسگری، کاشی‌کاری،
ابریشم‌بافی، مخمل‌بافی، شعربافی، گلیم‌بافی، زیلوبافی، زری‌بافی و قالی‌بافی تکیه داشته است. کاشان از قطب‌های اصلی تولید فرش ماشینی در دنیا بعد از آران و بیدگل است.
در اراضی کشاورزی منطقه کاشان و حومه انواع درختان میوه می‌روید. قسمت عمده زمین‌های این منطقه زیر کشت پنبه و غلات است. همچنین گوجه درختی، سیب درختی، انگور، سبزی‌کاری و صیفی‌کاری، چغندر، هویج و شلغم از دیگر محصولات کاشان است. افزون بر آن پرورش گل در قمصر، نیاسر، برزک، وادقان، جوشقان قالی و کامو و کشت سیب زمینی در حومه رونق خوبی دارد و انار فین و راوند و عطر و گلاب قمصر شهرت ویژه‌ای دارد.
در کاشان معادنی مانند مس، آهن، سولفات باریم، زاج سبز، سنگ‌های مرمر و تراورتن وجود دارد که بعضی از آن‌ها دست نخورده باقی مانده است.

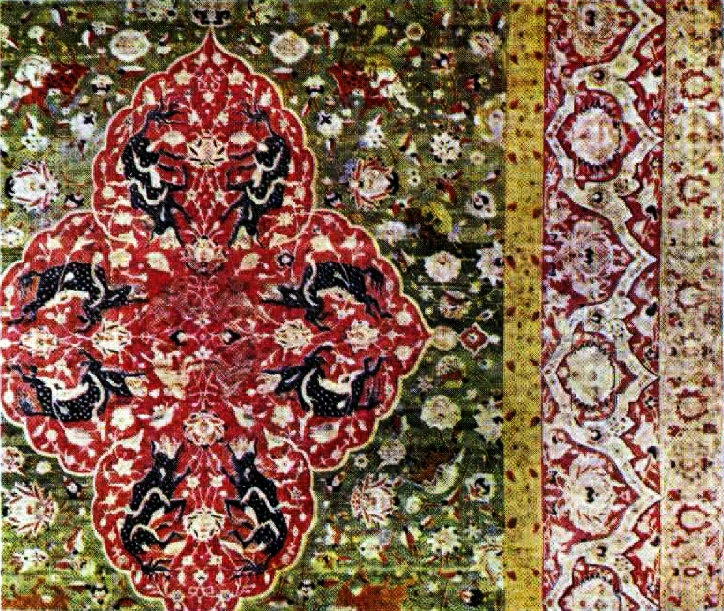
فرش کاشان در مونیخ

صنعت فرش دستباف کاشان در طرح‌ها، نقش‌ها و رنگ‌های زیبا و دلفریب، روزگاری طولانی زبانزد و نقل محافل هنری، اقتصادی، نمایشگاهی و علمی بوده است؛ که با روی‌کارآمدن فناوری‌های ماشینی این صنعت و حرفه با ارزش به همراه حرفه‌های جانبی آن در حال رکود و فراموشی است.
کاشان در زمره اولین شهرهای ایران است و صنایع کارخانه‌ای را در خود جای داده است. اولین کارخانه در سال ۱۳۱۳ به نام کارخانه ریسندگی پایه‌گذاری شد و پس از آن کارخانه‌های دیگری مانند حریر و مخمل (۱۳۳۸)، تاروپود (۱۳۳۴)، کرک (۱۳۴۵)، پشم (۱۳۴۸) و قالی راوند (۱۳۵۰) به کار افتاد. ارباب تفضلی پدر صنعت نساجی ایران از اهالی و ساکنان این شهر می‌باشد. امروزه کاشان با دارا بودن بیش از ۳۵۰ کارخانه و واحد صنعتی و صنایعی چون خودروسازی، فولاد، چینی و ملامین‌سازی، کاشی‌سازی، ریسندگی و ابزارآلات صنعتی تبدیل به یکی از قطب‌های صنعتی کشور شده است. همچنین قالی دستباف کاشان با شناسه ۰۰۳۸۳ در یونسکو ثبت گردیده است.
گردشگری نیز یکی از حوزه‌های اقتصادی کاشان است. کاشان ۱۷۰۰ اثر تاریخی شناسایی شده و ۳۱۳ اثر ثبت شده ملی دارد. جاذبه‌های گردشگری آن باعث شده است که تعداد زیادی گردشگر هر ساله از مناظر دیدنی و آثار تاریخی و صنایع دستی کاشان دیدن کنند. حضور گردشگران در کاشان طی دو سال گذشته (۱۳۹۲ و ۱۳۹۳) نسبت به مدت مشابه قبل ۴ برابر رشد داشته است.
گردشگری فرهنگی، مبحثِ تازه‌ای است که در کاشان آغاز شده است. این حرکت به لطفِ حسین فرمانی و با کمک حسن روشن بخت و حسین روشن بخت با افتتاح خانه استیو شروع شد. هشت‌چشمه نیز مکانِ دیگری با همین رویکرد است که با سرمایهٔ حسینِ فرمانی و با پشتکار برادران روشن‌بخت به انجام رسید.
ره‌آوردها

### خوراک‌های سنتی
از جمله خوراک‌های سنتی کاشان می‌توان به کوفته سماق، آبگوشت به، گوشت لوبیا، انواع شفته (نخودچی، شفته انار، شفته بادمجان)، قیمه ریزه، کوفته چغندر، گوشت عدس بادمجان، گوشت لوبیای سرکه شیره و گوشت کلم و کدو و عدس‌پلو و کشمش و اشکنه و گوشت نخود اسفناج اشاره کرد.
آبگوشت لوبیا با عنوان گوشت لوبیا و آبگوشت لوبیا سفید هم شناخته می‌شود.

### شیرینی‌ها
کلوچه، باقلوا، سوهان میرزا حسینی، حلوا ارده و ارده شیره

### عرقیات
عرق گل محمدی (گلاب)، عرق بیدمشک، عرق نعناع، عرق کاسنی، عرق خارشتر، عرق هل، عرق شنبلیله، عرق دارچین، عرق شوید و نظایر آن.

### خشکبار
انواع میوه خشک مثل زردآلو، آلوچه، انجیر، هلو، سیب.

### صنایع دستی
از صنایع دستی کاشان می‌توان به کاشی کاری، سفال‌گری، اصول اربعه معماری و گنبدسازی (گوشه سازی، رسم بندی، مقرنس و گره سازی)، گچ بری، آجرکاری، گره چینی، قالی بافی، نقشه‌کشی قالی، شعربافی، زری بافی، مخمل بافی، زیلوبافی، گیوه بافی، رفوگری، رنگرزی، نمد مالی، مسگری، مشبک کاری و منبت کاری نام برد. همچنین چند تن از هنرمندان صنایع دستی کاشان از طرف یونسکو مهر اصالت دریافت کرده‌اند.
قالی‌بافی

### هتل‌ها و بوم‌گردی
کاشان از جمله شهرهایی است که دارای هتل‌ها و اقامتگاه‌های تاریخی زیبا بوده و طرح باستانی بعضی از هتل‌ها گردشگران را هر‌چه بیشتر با فرهنگ و تمدن اصیل این شهر آشنا می‌کند. همچنین به خاطر بافت قدیمی شهر اکثر مکان‌های اقامتی کاشان بوم گردی‌ها هستند که با استقبال خوب مسافران مواجه شده است. نام تعدادی از هتلها هتل امیرکبیر، هتل نگارستان، هتل سیاح، خانه رز
جاذبه‌های گردشگری
آثار تاریخی
موزه‌ها
گردشگاه‌ها و چشم‌اندازهای طبیعی،
آبشار نیاسر،
کوه کرکس،
کویر مرنجاب،
کویر ابوزید
کاشان از شهرهای گرم کشور است و تابستانهای گرمی دارد و باغات کاشان و علاقه کاشانیها به باغ زبانزد است. کوچه‌باغ‌های قدیمی کاشان مانند باغ‌های تاریخی آن جذابیت دارد.

## ترابری
شرکت واحد اتوبوسرانی کاشان و حومه: در سال ۱۳۷۰ خورشیدی تأسیس شد. هم‌اکنون ۱۵۹ دستگاه اتوبوس ملکی و ۳۵ دستگاه اتوبوس بخش خصوصی در ۱۴ خط در حال سرویس دهی در شهر می‌باشند.
سازمان تاکسیرانی کاشان: متشکل از تاکسی‌های خطی و گردشی خدمات مطلوبی به مردم در سطح شهر ارائه می‌دهد.

### فرودگاه
فرودگاه کاشان (یاتا: KSN، ایکائو: OIFK) یکی از فرودگاه‌های قدیمی ایران است. فرودگاه کاشان فرودگاهی داخلی است. این فرودگاه اکنون فعال است و در هفته دو پرواز به مشهد مقدس دارد؛ و به زودی پرواز کیش نیز اضافه خواهد شد. در سال ۱۳۷۳تصمیم به ایجاد فرودگاه در شهرستان کاشان گرفته شد. به این منظور زمینی به وسعت حدود ۸۰۰ هکتار در جنوب شرقی کاشان انتخاب شد. این اقدامات در فاصله زمانی کوتاهی به احداث باندی به طول ۲۷۰۰ متر و عرض ۴۵ متر و یک تاکسی وی و پارکینگ هواپیما که قابلیت پارک چند فروند هواپیمای نیمه سنگین و یک ساختمان پاویون بود، منجر شد. در تاریخ ۱۳ خرداد سال ۱۳۷۴ با نشستن یک فروند هواپیمای فوکر ۲۸ حامل ریاست جمهوری وقت این فرودگاه افتتاح و عملاً بهره‌برداری شد. شهرداری کاشان با ادامه و تکمیل عملیات عمرانی در فرودگاه و احداث یک ساختمان ترمینال مسافر با وسعت و زیر بنای ۸۰۰ متر مربع را به انجام رسانید که با توجه به نیاز نیروی هوافضای سپاه، فرودگاه کاشان تحویل سپاه پاسداران گردید. پروانه نهایی بهره‌برداری فرودگاه کاشان، توسط ریاست کل سازمان هواپیمایی کشوری صادر شده است. در تاریخ ۱۳ خرداد سال ۱۳۹۵ هم‌زمان با بیست و یکمین سالگرد افتتاح اولیه، بخش کشوری و مسافری فرودگاه کاشان با پرواز مشهد به‌طور رسمی افتتاح گردید.

### راه‌آهن
کاشان به وسیله ایستگاه مرکزی راه‌آهن کاشان به شبکه ریلی کشور متصل می‌باشد.
پروژه ایستگاه قطار سریع‌السیر در ایستگاه راه‌آهن کاشان در دست انجام است.

## خواهرشهری
کاشان با شهرهای زیر خواهرخوانده است:
- ۱۹۹۴  آلمان، بوخوم
- ۲۰۰۸  سوئد، اومئو
- ۲۰۰۹  بلغارستان، کازانلیک[۵۹]
- ۲۰۱۰  ایران سبزوار[۶۰]
- ۲۰۱۸  ایران نیشابور[۶۱]